# Liste der Baudenkmäler in Wallenfels
Auf dieser Seite sind die Baudenkmäler in der oberfränkischen Stadt Wallenfels zusammengestellt. Diese Tabelle ist eine Teilliste der Liste der Baudenkmäler in Bayern. Grundlage ist die Bayerische Denkmalliste, die auf Basis des Bayerischen Denkmalschutzgesetzes vom 1. Oktober 1973 erstmals erstellt wurde und seither durch das Bayerische Landesamt für Denkmalpflege geführt wird. Die folgenden Angaben ersetzen nicht die rechtsverbindliche Auskunft der Denkmalschutzbehörde.

Diese Liste gibt den Fortschreibungsstand vom 4. Dezember 2024 wieder und enthält 92 Baudenkmäler.

## Ensembles

### Ortskern Neuengrün

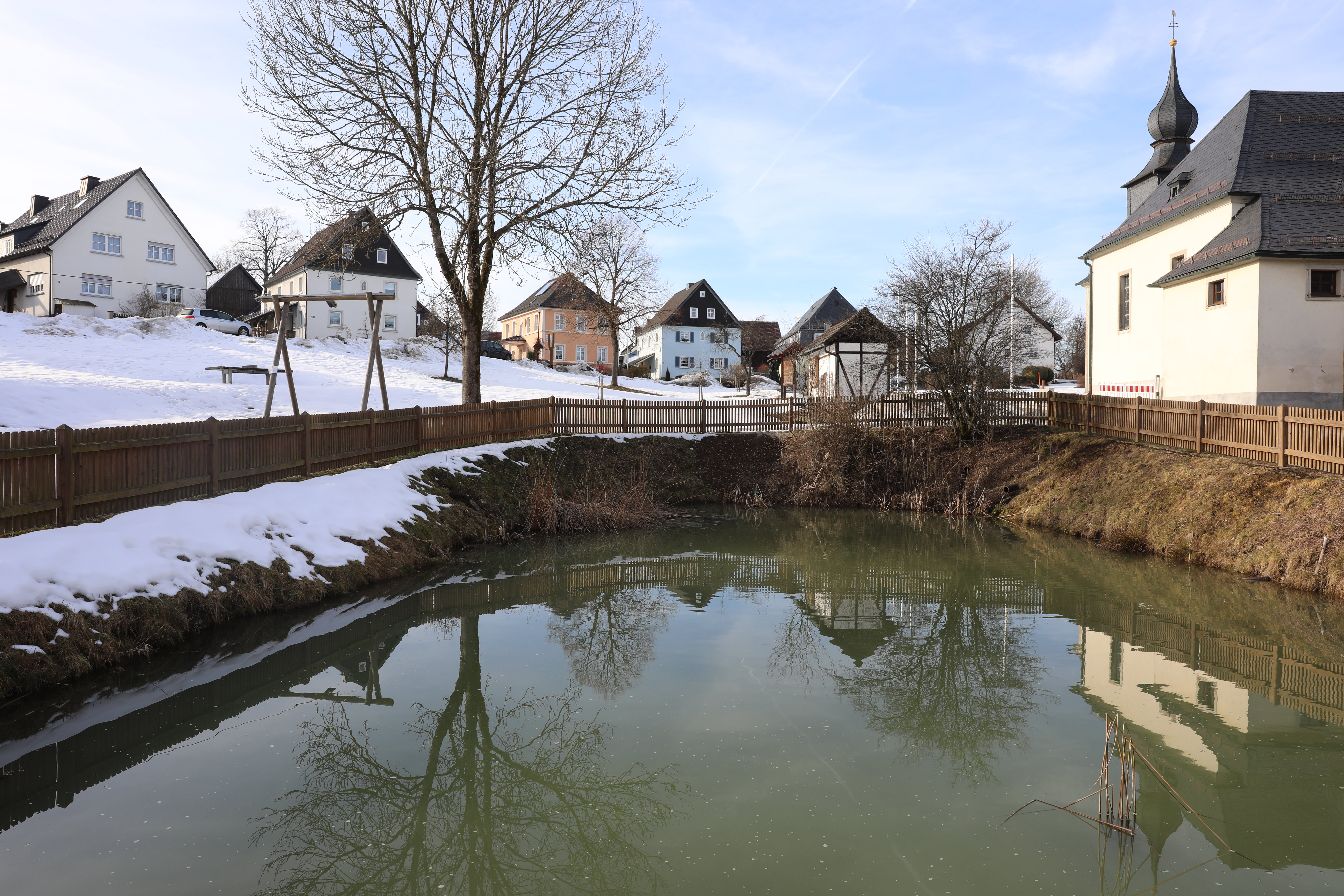
Ortskern Neuengrün

Das Ensemble umfasst den historischen Ortskern von Neuengrün, einem auf den Höhen des Frankenwaldes gelegenen Rundangerdorf, das seit dem 14. Jahrhundert quellenmäßig überliefert ist. Die systematische Dorfanlage ist nicht nur im bebauten Dorf mit seinen anschließenden Hausgärten, sondern auch an den Hofgrundstücken mit den jeweils zugeordneten Flurstücken deutlich ablesbar. Vom Ort ausstrahlend, führen radial Straßen und Feldwege auseinander, sodass bis heute das Gründungssystem des typologisch als Quellreihen-, Rundanger- oder Waldhufendorf beschreibbaren Ortes bis in die Fluren bewahrt ist.
Die heutige systematische, also zentral auf den Anger orientierte Bebauung basiert auf einer Neubebauung des Dorfes ab der Mitte des 14. Jahrhunderts, nachdem Neuengrün 1323/27 als „wüst“, also unbewohnt, überliefert war; allerdings sind im heutigen Baubestand nur die Kirche und eine Hausfigur vor 1800 erhalten.
Angelegt in einer nach Südosten geneigten Senke, schart sich das Dorf radial um den Anger, in dem relativ tief gelegen die katholische Kuratiekirche Mariä Himmelfahrt steht. Der Anger macht seine der Dorfgemeinschaft dienende Nutzung deutlich, auch wenn jetzt nur mehr der untere Weiher erhalten ist und der obere Weiher sowie die Dorflinde in der jüngsten Neuzeit abgegangen sind.
Die Kirche, eine Kapelle ersetzend, wurde 1794 aus Gemeindemitteln errichtet und 1842 als Kuratie eingerichtet. Ein aus böhmisch-mährischem Raum stammendes Gnadenbild macht das Dorf auch zum Anziehungspunkt als Wallfahrtsort. Von der traditionellen, erdgeschossigen Bebauung ist nur noch wenig erhalten. Heute wird das Dorf von zweigeschossigen Satteldachhäusern, seltener von Walmdachhäusern, geprägt. Weitgehend erhalten ist die landschaftstypische Verschieferung und Schieferdeckung, die nicht nur Dokument historischer Bau- und Materialtechnik, sondern auch landschaftstypischer Farbgestaltung ist. (Aktennummer E-4-76-184-1)

## Baudenkmäler nach Gemeindeteilen

### Wallenfels
| Lage                                                                       | Objekt                                   | Beschreibung | Akten-Nr.                        | Bild                              |
| -------------------------------------------------------------------------- | ---------------------------------------- | --- | -------------------------------- | --------------------------------- |
| Ailastraße 2 (Standort)                                                    | Wohnhaus                                 | Zweigeschossiger Walmdachbau mit Sandsteingliederung, zweites Viertel 19. Jahrhundert | D-4-76-184-1 Wikidata            | weitere Bilder                    |
| Ailastraße 28 (Standort)                                                   | Wohnhaus                                 | Zweigeschossiger, giebelständiger Satteldachbau mit Kniestock, Stichbogenrahmen und Sandsteingliederung, verputzt, zweite Hälfte 19. Jahrhundert | D-4-76-184-2 Wikidata            | Wohnhaus                          |
| Am Allerswald 1 (Standort)                                                 | Ehemaliges Forsthaus                     | Zweigeschossiger Mansarddachbau mit Schopf und Sandsteingliederung, neubarock, 1901–1903 | D-4-76-184-3 Wikidata            | Ehemaliges Forsthaus              |
| Am Allerswald; Schleusenweg (Standort)                                     | Rodachbrücke                             | Stahlbeton, einjochig, mit Wölbung nach oben, am Anfang und im Scheitel erhöhte und gefelderte Brüstungsabschnitte, 1913/1914 von Wayss & Freytag AG | D-4-76-184-87 Wikidata           | weitere Bilder                    |
| Am Allerswald; Wilde Rodach (Standort)                                     | Floßbach                                 | Bereich der Flusskorrektion der Wilden Rodach in Wallenfels von 1913 mit Schleusen, Längs- und Querverbauungen und Brücke | D-4-76-184-95 Wikidata           | Floßbach                          |
| Nähe Am Reupoldsberg (Standort)                                            | Wegkapelle                               | Kleiner Sandsteinquaderbau in neubarocken Formen, Schweifgiebel mit Giebelreiter, Satteldach auf Rückseite abgewalmt, erbaut 1840, erneuert 1928 Die Giebelfront dieses kleinen Kapellenbaus aus Sandstein ist von einem Volutenabschluss geprägt, der im Auslauf den nach vier Seiten offenen Glockenturm mit schiefergedeckter Zwiebel aufnimmt. Auf der Spitze der Zwiebel befindet sich ein Kreuz. Vier Stufen führen durch ein stark profiliertes, rundbogiges Eingangsportal in einen kleinen Vorraum. Der eigentliche Kapellenbau, der von zwei ebenfalls rundbogigen Fenstern erhellt wird, ist durch ein schmiedeeisernes Tor verschlossen; in seinem Inneren befindet sich ein Holzaltar, auf dessen Tisch eine Kreuzigungsgruppe steht. Ein Fresko-Wandteppich unterstreicht die Kreuzigungsszene. An den Seitenwänden befinden sich Relieftafeln, die Jesus und Maria als Beschützer zufluchtsuchender Menschen zeigen. Weiterhin umfasst die Ausstattung zwei seitlich positionierte Sitzbänke und eine Kniebank. Caspar Müller, der mit dem Erlös einer ertragreichen Rhein-Floßfahrt 1826 ein erfolgreiches Holzhandelsunternehmen gegründet hatte, stiftete 1840 zum Dank eine Holzkapelle. Sein Enkel, der den Holzhandel weiterführte, ließ 1928 am Standort dieser Kapelle den heutigen Sandsteinbau errichten. Das Bauwerk, das bis Ende der 1960er Jahre eine Station der Bittprozessionen war, wurde 1982/1983 und 2014 renoviert.:174–175 | D-4-76-184-42 Wikidata           | Wegkapelle                        |
| Am Schloßberg 4 (Standort)                                                 | Katholisches Pfarrhaus                   | Zweigeschossiger Sandsteinquaderbau mit Mansardwalmdach, 1762 | D-4-76-184-5 Wikidata            | Katholisches Pfarrhaus            |
| Am Schloßberg 4 (Standort)                                                 | Priestergrab                             | Sandstein, umfunktionierte und translozierte Kreuzschlepper-Skulptur, bezeichnet „1722“ | D-4-76-184-98 Wikidata           | Priestergrab                      |
| Am Schloßberg 4b (Standort)                                                | Katholische Stadtpfarrkirche St. Thomas  | Sandsteinquaderbau mit Satteldach und Fassadenturm, eingezogener Chor mit Fünfachtelschluss, neugotisch, 1861–1863 von Lermann, über älterem Kern; mit Ausstattung Kirchhofmauer, 1755 | D-4-76-184-4 Wikidata            | weitere Bilder                    |
| Am Schloßberg 4b, in der Substruktion der Kirchhofmauer (Standort)         | Bildstockfragment                        | Aufsatz eines Bildstocks, Sandstein Dieser Bildstockaufsatz, der mit einem geschwungenen Gesims abschließt, stammt aus dem 18. Jahrhundert. Das Relief in der von Voluten umgebenen Bildnische zeigt ein Vesperbild.:102 | D-4-76-184-4 zugehörig Wikidata  | Bildstockfragment                 |
| Am Friedhoftor (Standort)                                                  | Bildstock                                | Sandstein, Säule und Aufsatz, frühes 18. Jahrhundert Der quadratische Sockel dieses Bildstocks wird von dekorativen, stark herausgearbeiteten Reliefs verziert. Der Säulenschaft ist im unteren Drittel kanneliert und trägt als Abschluss ein ionisches Kapitell. Die Form des Aufsatzes in der Art einer flachgiebeligen Ädikula ist im Landkreis Kronach einzigartig. Das Terrakotta-Relief in der Bildnische an der Stirnseite zeigt die Krönung Mariens, an den Schmalseiten befinden sich reliefierte Kleeblattkreuze, die Rückseite ist leer.:98 | D-4-76-184-26 Wikidata           | Bildstock                         |
| Am Schloßberg 6 (Standort)                                                 | Ehemaliges Schulhaus                     | Zweigeschossiger Walmdachbau mit Sandsteingliederung, klassizistisch, verputzt mit Putzgliederung und reich gestaltetem Portal, erstes Viertel 19. Jahrhundert | D-4-76-184-6 Wikidata            | weitere Bilder                    |
| Auf dem Schloßberg (Standort)                                              | Schloßbergkapelle Sieben Schmerzen Mariä | Rundbau aus Bruchsteinmauerwerk mit Zeltdach, abgewalmtes Dach mit Dachreiter über offener Vorhalle von Fritz Fuchsenberger, bezeichnet „1914“ | D-4-76-184-8 Wikidata            | weitere Bilder                    |
| Frankenwaldstraße 6 (Standort)                                             | Wohnhaus                                 | Zweigeschossiger, traufständiger Satteldachbau mit hohem Sandsteinsockel und Verschieferung, 18. Jahrhundert | D-4-76-184-9 Wikidata            | weitere Bilder                    |
| Frankenwaldstraße, Einmündungsbereich der Angerstraße (Standort)           | Nepomuk-Figur                            | Sandstein, Sockel mit Rollwerk, 1754 Dieses Flurdenkmal zeigt eine für den Landkreis Kronach ungewöhnliche Darstellung des Johannes Nepomuk als Halbfigur auf einer Wolke. Die linke Hand des Heiligen ruht auf der Brust, die rechte ist emporgestreckt und zeigt den Segensgestus mit ausgestrecktem Daumen, Zeigefinger und Mittelfinger. (Diese Geste wurde wohl nachträglich bei einer Renovierung ergänzt. Eine Abbildung aus dem Jahr 1979 zeigt die Hand mit fünf ausgestreckten und gespreizten Fingern.) Das Haupt ist von einer Gloriole mit fünf Sternen umgeben. Auf der Wolke vor dem Heiligen liegen dessen Attribute, ein Kruzifix, ein Palmwedel und ein Birett. Die Figur ruht auf einem mit breitem Sims endenden Sockel, der seitlich von kräftigen Voluten flankiert wird. An seiner Stirnseite befindet sich eine geohrte Kartusche mit der stark verwitterten Inschrift „ST Johannes Von… wir… selig sterben Johannes… 1754“.:106–107 | D-4-76-184-27 Wikidata           | Nepomuk-Figur                     |
| Frankenwaldstraße, etwa 250 westlich der Einmündung in die B173 (Standort) | Wegkreuz                                 | Eisen, 19. Jahrhundert Dieses Wegkreuz, das auf einem Betonsockel steht, ist aus breiten Flacheisen zusammengesetzt, der Korpus und die darüber angebrachte Inschrifttafel „INRI“ bestehen ebenfalls aus Metall. Geschützt wird das Kreuz von einem Holzdach, an dessen Giebel eine Inschrift ursprünglich auf den Stifter hinwies: „Errichtet v. H. Hauck 1907“.:110 Heute befindet sich dort eine Inschrift, die auf eine Restaurierung des Wegkreuzes hinweist: „Restauriert von Hans Kotschenreuther 2000“. | D-4-76-184-28 Wikidata           | Wegkreuz                          |
| Hauptstraße 1 (Standort)                                                   | Bildstock                                | Sandstein, nach oben verjüngter Pfeiler und Aufsatz mit Rundbogendach, 18. Jahrhundert Dieser Bildstock stand ursprünglich direkt an der Straße und wurde nach der Errichtung des benachbarten Bankgebäudes an seinem heutigen Standort neu aufgestellt. Der Sockel ist abgegangen, der unterteilte Pfeilerschaft zeigt an der Stirnseite nach einer reliefierten Rosette Akanthusranken, die Seitenteile weisen Felder ohne Schmuck auf. Das Kapitell in Form einer gesimsten Plattform trägt den mit einem eingezogenen Rundbogen schließenden Aufsatz. Das Relief an dessen Stirnseite zeigt den heiligen Josef mit dem Jesuskind, an der Rückseite ist eine Kreuzigungsgruppe dargestellt, die Felder an den Schmalseiten tragen reliefierte Kleeblattkreuze.:97–98 | D-4-76-184-10 Wikidata           | weitere Bilder                    |
| Hauptstraße 8 (Standort)                                                   | Hausmadonna                              | Zweite Hälfte 17. Jahrhundert | D-4-76-184-11 Wikidata           | Hausmadonna                       |
| Hauptstraße 10 (Standort)                                                  | Wohnhaus                                 | Zweigeschossiger Walmdachbau, Sandsteinerdgeschoss mit Rundbogenöffnungen, zweites Viertel 19. Jahrhundert | D-4-76-184-12 Wikidata           | weitere Bilder                    |
| Hauptstraße 12 (Standort)                                                  | Wohnhaus                                 | Zweigeschossiger Walmdachbau mit Sandsteingliederung, Mittelrisalit mit Dreiecksgiebel, 1838 | D-4-76-184-13 Wikidata           | weitere Bilder                    |
| Hauptstraße 17 (Standort)                                                  | Wohnhaus                                 | Zweigeschossiger Traufseitbau, verputzt, 1805 | D-4-76-184-14 Wikidata           | Wohnhaus                          |
| Hauptstraße 17 (Standort)                                                  | Stadel                                   | Holzbau mit Satteldach, 1751 | D-4-76-184-14 zugehörig Wikidata | BW                                |
| Hauptstraße 22 (Standort)                                                  | Hausmadonna                              | Barock, in Obergeschossnische | D-4-76-184-15 Wikidata           | Hausmadonna                       |
| Kellerstraße 3 (Standort)                                                  | Kreuzschlepper                           | Sandstein, 1717 Die Sandsteinfigur des gestürzten Christus umfasst mit der linken Hand den Kreuzbalken, die rechte liegt flach an der Brust. Die Figur ruht auf einem stelenartigen Sockel, der in einer Schriftnische an der Stirnseite mit der Jahreszahl „1717“ und den Buchstaben „H. G.“ bezeichnet ist. Über der Schriftnische befindet sich eine weitere, rundbogige Nische mit einem Relief der Muttergottes. Die Kreuzschlepperfigur stand ursprünglich hinter dem Anwesen; sie wurde nach einem Brand des Wohnhauses vor 1979 an ihren heutigen Standort vor dem Gebäude versetzt.:105 | D-4-76-184-16 Wikidata           | Kreuzschlepper                    |
| Marktplatz 2 (Standort)                                                    | Wohnhaus                                 | Eingeschossiger, giebelständiger Satteldachbau, erste Hälfte 19. Jahrhundert, rückseitiger Fachwerkgiebel, 17./18. Jahrhundert Hauskapelle, 17. Jahrhundert | D-4-76-184-17 Wikidata           | weitere Bilder                    |
| Mühlgrabenstraße 17 (Standort)                                             | Wohnhaus                                 | Zweigeschossiger Satteldachbau, Obergeschoss und Giebel verschiefert, zweites Viertel 19. Jahrhundert | D-4-76-184-18 Wikidata           | Wohnhaus                          |
| Mühlgrabenstraße 17 (Standort)                                             | Wohnhaus, Nebengebäude                   | Eingeschossiger Satteldachbau | D-4-76-184-18 zugehörig Wikidata | BW                                |
| Pfarrer-Gareis-Straße 1 (Standort)                                         | Bildstock                                | Sandstein, Pfeiler und Aufsatz mit Bogendach und Kugel, 1740 Dieses Flurdenkmal wurde der Überlieferung nach zum Gedenken an einen Offizier errichtet, der bei einer kriegerischen Auseinandersetzung in der Umgebung gefallen sein soll. Der konkav-konvexe Sockel ist an der Stirnseite mit Akanthusranken verziert. Vom Sockel erhebt sich der quadratische Pfeilerschaft, der an der Stirnseite eine kleine Blattgirlande, einen großen, sich rankenden Blütenzweig und dazwischen die Jahreszahl „1740“ zeigt. Das korinthisierende Kapitell trägt den mit eingezogenem Rundbogen schließenden Aufsatz, dessen Vorderseite Darstellungen der Trinität und eines geflügelten Engelskopfes zeigt. An den beiden Schmalseiten sind der heilige Laurentius und der Evangelist Johannes dargestellt. Die Rückseiten von Aufsatz und Pfeiler sind leer.:99–100 | D-4-76-184-19 Wikidata           | Bildstock                         |
| Pfarrer-Gareis-Straße, an der Abzweigung Geuser Straße (Standort)          | Holzkruzifix                             | 19. Jahrhundert An diesem großen Holzkreuz ist ein ebenfalls aus Holz angefertigter Korpus befestigt, der den Segensgestus zeigt. Der Korpus wird von einem Blechdach in Giebelform geschützt.:107 | D-4-76-184-20 Wikidata           | Holzkruzifix                      |
| Rathausgasse 1 (Standort)                                                  | Rathaus, ehemaliges Amtshaus             | Zweigeschossiger, traufständiger Walmdachbau mit versetzten Eckquadern aus Sandstein, Untergeschoss 1626 von Giovanni Bonalino, Obergeschossausbau 1772 | D-4-76-184-21 Wikidata           | weitere Bilder                    |
| Rathausgasse 1 (Standort)                                                  | Nepomuk-Figur                            | Sandstein, 1778 Diese Sandsteinstatue des Heiligen Johannes Nepomuk trägt mit beiden Händen ein großes Kruzifix. Sie ruht auf einem von Voluten flankierten Sockel mit breiterer Basis, der von Blattwerk abgeschlossen wird. Die Stirnseite des Sockels trägt die Inschrift „Verschwiegenheit bringt Heiligkeit“ und darunter den Namen des Stifters Johann Carl Hanauer und die Jahreszahl 1778. In einem Feld unterhalb der Plinthe befindet sich die Inschrift „Johannes Von Nepomuc“.:105–106 | D-4-76-184-21 zugehörig Wikidata | Nepomuk-Figur                     |
| Schützenstraße, an einer Brücke über die Rodach (Standort)                 | Nepomuk-Figur                            | Sandstein, 1826 Diese etwa 180 cm hohe Sandsteinstatue des Heiligen Johannes Nepomuk ruht auf einem einfachen Betonsockel. Die an den Ecken abgefaste Plinthe ist mit der Jahreszahl 1826 bezeichnet. Der Heilige selbst ist mit dem Kruzifix und einem Palmwedel als Märtyrerattribut dargestellt.:105 Die Nepomuk-Statue wurde wohl im Jahr 1828 errichtet. Sie wurde von der Familie Müller-Caspar-Sohn aus Dankbarkeit für eine erfolgreiche Rhein-Floßfahrt im Jahr 1826 gestiftet. | D-4-76-184-24 Wikidata           | Nepomuk-Figur                     |
| Schützenstraße 5 (Standort)                                                | Wohnhaus                                 | Zweigeschossiger, traufständiger Walmdachbau mit Sandsteingliederung, 1824, Erdgeschoss verändert | D-4-76-184-23 Wikidata           | Wohnhaus                          |
| Schützenstraße, an der Abzweigung der Spitalstraße (Standort)              | Bildstock                                | Sandstein, Säule und Aufsatz auf Engelskonsole, Eisenkreuz, 1752 | D-4-76-184-25 Wikidata           | Bildstock                         |
| Schützenstraße (Standort)                                                  | Wegkapelle                               | Quadratischer Sandsteinquaderbau mit Zeltdach, zweites Viertel 19. Jahrhundert; mit Ausstattung Der quadratische Sandsteinquaderbau mit schiefergedecktem Zeltdach trägt an der Rückseite die Bezeichnung „Erbauet von/Joh. Stöcker Müller/MDCCCXLIV“ (=1844). Den rundbogigen Eingang, der von einer schmiedeeisernen Tür verschlossen wird, flankieren zwei Dreiviertelsäulen. Zur Ausstattung der Kapelle gehört unter anderem eine Statuette der Muttergottes mit dem Jesuskind. Zu deren Füßen ruht ein schlafender Mann, der von einem schwarzen Hund bewacht wird. Vor dem Mann liegen dessen Hut und ein Wander- oder Hirtenstab. Vermutlich ist hier der Grund für die Errichtung der Kapelle dargestellt, der jedoch nicht überliefert ist.:180–181 | D-4-76-184-34 Wikidata           | Wegkapelle                        |
| Schützenstraße 35b (Standort)                                              | Verbandsschule Wallenfels                | Mehrflügeliger, um Höfe gruppierter, teilweise dreigeschossiger Sichtbetonbau mit Flachdächern; mit Ausstattung Wandrelief in der Pausenhalle von Hubert Weber Brunnen im Eingangsbereich von Alfred Russ Schwimmhalle Verkehrsgarten 1968 bis 1971 von Franz Neuner, Architekt | D-4-76-184-92 Wikidata           | Verbandsschule Wallenfels         |
| Bei Schützenstraße 41c (Standort)                                          | Bildstock                                | Sandstein, Pfeiler und vierseitiger Aufsatz mit Bogendach und Kugel, 1744 Der Bildstock ruht auf einem konkav-konvex geformten Sockel. In einer Kartusche an der Stirnseite befindet sich eine Inschrift, die die Jahreszahl „1744“ enthält, die drei anderen Seiten sind glatt. Die Stirnseite des quadratischen Pfeilerschafts ist mit Akanthusranken verziert, die anderen Seiten sind ebenfalls glatt. Auf ein toskanisches Kapitell folgt der von einem eingezogenen Rundbogen geschlossene Aufsatz, dessen Abschluss verziert ist. Das Relief an der Stirnseite zeigt die Krönung Mariens, in den rundbogigen Bildnischen an den beiden Schmalseiten sind der Heilige Johannes Nepomuk und ein Kruzifix dargestellt.:95–96 Als Bekrönung dient eine Steinkugel. | D-4-76-184-35 Wikidata           | Bildstock                         |
| Schützenstraße 45 (Standort)                                               | Wegkreuz                                 | Gusseisen, 19. Jahrhundert, auf Sandsteinsockel eines Bildstocks, 18. Jahrhundert Der geschwungene Sandsteinsockel dieses Wegkreuzes, der auf einer Grundplatte ruht, gehörte ursprünglich zu einem wahrscheinlich aus dem 18. Jahrhundert stammenden Bildstock. Der abgegangene Pfeilerschaft wurde durch ein großes, verziertes Gusseisenkreuz mit Korpus ersetzt. Am Fuß des Kreuzes steht eine Figur der heiligen Maria.:96 | D-4-76-184-36 Wikidata           | Wegkreuz                          |
| Steilhang Eichberg, Eingang Selzachtal (Standort)                          | Bildstock                                | Sandstein, Pfeiler und Aufsatz mit Bogendach, 1896 Der Sockel dieses Flurdenkmals ist an der nach Westen gerichteten Stirnseite mit der Jahreszahl „1896“ bezeichnet. Der Pfeilerschaft ist unterteilt. Das untere Feld ist mit einer Rosette verziert, im oberen befindet sich die Inschrift „Zur Ehre Gottes!“. Seitlich an der Basis ist der Name „Burger“ eingemeißelt, ein Hinweis auf den Bildhauer Matthäus Burger aus Friesen. Der überkragende Abschluss des Schaftes ist gestuft. Er trägt den mit einem eingezogenen Rundbogen schließenden Aufsatz, an dessen Stirnseite sich ein Relief mit einer Darstellung der Vierzehn Nothelfer mit dem Jesuskind befindet; die drei anderen Seiten sind leer. Der Bildstock wurde der Überlieferung nach aus Dankbarkeit für ein abgewendetes Unglück errichtet: Auf dem Heimweg von der Feldarbeit scheuten die vor einen Wagen gespannten Ochsen eines Bauern und rannten mit dem Fuhrwerk, auf dem sich ein Kind des Bauern befand, einen Hohlweg entlang. Am späteren Standort des Flurdenkmals, direkt vor einem Steilhang, blieben die Tiere schließlich stehen, sodass Kind und Gespann keinen Schaden nahmen.:98–99 | D-4-76-184-29 Wikidata           | Bildstock                         |
| Im Selzachtal (Standort)                                                   | Kapelle, sogenannte Markuskapelle        | Satteldachbau mit bossierten Eckquadern aus Sandstein, neuromanisch, um 1920 Die nach Südwesten gerichtete Giebelfront des weiß verputzten Satteldachbaus weist breite Ecklisenen aus versetzt gemauerten Sandsteinen auf. Die Fensteröffnungen an den beiden Seiten besitzen ebenfalls Sandsteinrahmungen. Das vorgeblendete, rundbogige Eingangsportal wird von zwei Halbsäulen flankiert, der Schlussstein trägt das Christusmonogramm. Im Innenraum befindet sich links der Tür in erhabener Schrift der Name der Stifter: „GEWIDMET VON FAMILIE BEHRSCHMIDT.“ Zur Ausstattung gehören ein hölzerner Opferstock, eine Kniebank, vier einfache Holzleuchter und eine Lourdesmadonna. Über dem kleinen Altar hängt ein gefasstes Kruzifix, das von neuzeitlichen Bildern von Jesus und Maria gerahmt wird. Die Vorfahren der Stifterfamilie waren wohlhabende Leute, die in eine finanzielle Notlage gerieten und für deren Abwendung den Bau einer Kapelle gelobten. Der Blockbau aus beschlagenen Holzstämmen befand sich in der Frankenwaldstraße und musste im Laufe der Zeit dem Ausbau einer Häuserreihe weichen. Als Ersatz ließen Nachfahren der Familie diese Kapelle im Selzachtal errichten. Bis zum Beginn der 1970er Jahre fand alljährlich am Markustag eine Prozession von der Pfarrkirche St. Thomas zu der Kapelle statt.:176–177 | D-4-76-184-30 Wikidata           | Kapelle, sogenannte Markuskapelle |
| Am Leutenberg (Standort)                                                   | Wegkreuz                                 | Gusseisen auf Sandsteinsockel, 19. Jahrhundert Der quadratische Sandsteinsockel dieses großen Eisenkreuzes schließt nach einem Sims walmdachförmig ab. Von einer einmeißelten Inschrift ist nur noch das Fragment „O Crux…“ lesbar, an der Rückseite befindet sich die Jahreszahl „1891“. Der zum Himmel aufblickende Korpus ist vergoldet, über seinem Haupt ist eine Schrifttafel mit den Buchstaben „INRI“ angebracht.:108 | D-4-76-184-31 Wikidata           | Wegkreuz                          |
| Im Vollersgraben (Standort)                                                | Wegkreuz                                 | Schmiedeeisen auf Sandsteinsockel, 19. Jahrhundert Der 133 cm hohe und 54 cm breite schmiedeeiserne Aufsatz dieses Wegkreuzes steht auf einem 60 cm hohen konkaven Sandsteinsockel. Der Kreuzstamm wird beidseitig von je drei Spiralen verziert. Den Querbalken überspannen zwei getrennt angeordnete Halbbogen, der innere ist mit zehn Sternen verziert. Das Flurdenkmal erinnert in seiner Erscheinung an ein alpenländisches Grabkreuz.:108 | D-4-76-184-32 Wikidata           | Wegkreuz                          |
| An der Straße nach Kronach, 2,5 km nordwestlich des Ortes (Standort)       | Kreuzschlepper                           | Sandsteinrelief, 1789 Der Sandsteinsockel dieses Kreuzschleppers ist an drei Seiten stark geschwungen. Seine Stirnseite trägt ein etwa 80 cm hohes Relief, das Maria als Mutter der Sieben Schmerzen auf einer Wolke kniend zeigt. Über dieser Darstellung ist am Kämpfer die Jahreszahl „1789“ eingemeißelt. Der Aufsatz wird von Akanthusranken gerahmt; er zeigt den unter dem Kreuz gestürzten Christus, dessen dornengekröntes Haupt von einem Glorienschein umgeben ist. Im unteren rechten Teil ist symbolhaft der Berg Golgota dargestellt. Die Rückseite des Flurdenkmals ist leer.:13–14 | D-4-76-184-37 Wikidata           | weitere Bilder                    |
| Auf dem Silberberg (Standort)                                              | Wegkapelle                               | Holzbau, 19. Jahrhundert Zur Ausstattung dieses Holzbaus mit Zeltdach gehört neben diversen Heiligenbildern, einem Kreuzweg und künstlichem Blumenschmuck ein Kruzifix aus dem 18. Jahrhundert. Über der vergitterten Eingangstür aus Holz ist ein Schild mit der Aufschrift „Du Jesus bist am Kreuz gestorben, aus Liebe wählst Du diesen Tod. So hast Du mir das Heil erworben. O, ewig lieb ich Dich – mein Gott!“ angebracht.:182–183 | D-4-76-184-38 Wikidata           | Wegkapelle                        |
| An der Straße nach Kronach, 1 km vor dem Ort (Standort)                    | Bildstock                                | Sandstein, Pfeiler und vierseitiger Aufsatz mit Rundbogengiebeln und Kugel, 1774 Der konkav-konvex geformte Sockel dieses Bildstocks trägt an der Südseite die Bezeichnung „BG 1774“. Der vierseitige Aufsatz schließt mit eingezogenen Rundbogen, die Basis und die Rundbogen sind verziert. Die durch Eckvorlagen getrennten Felder zeigen als Reliefs an der Südseite die Krönung Mariens, an der Westseite den heiligen Georg, gegen Norden ein Kleeblattkreuz und gegen Osten den Erzengel Michael.:96 Als Bekrönung dient eine Steinkugel. Der originale Pfeilerschaft und das Kapitell sind abgegangen; sie wurden bei einer Generalsanierung im Jahr 1983 durch Neuanfertigungen ersetzt. Eine weitere Renovierung, bei der das Flurdenkmal gereinigt und imprägniert wurde, erfolgte im Jahr 2017. | D-4-76-184-39 Wikidata           | weitere Bilder                    |
| Am Wanderweg nach Schindelthal (Standort)                                  | Fünfwundenkreuz                          | Holz, 19. Jahrhundert Dieses etwa 170 cm hohe Fünfwundenkreuz war ursprünglich am Stamm einer Fichte angebracht. Die weiß gehaltenen Wundmale sind mit geschmiedeten Vierkantnägeln an dem flachen Holzkreuz befestigt. Die Füße am Kreuzstamm sind nebeneinander gestellt, das Herz besitzt ungleiche Dimensionen und die beiden Hände am Kreuzbalken zeigen den Segensgestus.:109 Ein an der Rückseite geschlossenes Giebeldach schützt das Flurdenkmal vor Witterungseinflüssen. | D-4-76-184-40 Wikidata           | Fünfwundenkreuz                   |
| Am Höppelesberg (Standort)                                                 | Wegkapelle                               | Quadratischer Holzbau mit Zeltdach, 19. Jahrhundert Bei dieser Waldkapelle handelt es sich um einen fensterlosen quadratischen Holzbau mit blechgedecktem Zeltdach. Der Zugang zum Innenraum wird durch eine vergitterte Holztür versperrt. Die Ausstattung umfasst eine Statue der Muttergottes mit dem Jesuskind, die in einem tabernakelartigen Häuschen in der Mitte des schlichten Holzaltars steht. An der rückwärtigen Wand befindet sich ein Kruzifix aus dem 19. Jahrhundert. Links davon hängt ein Bild mit einer Darstellung Jesu als gutem Hirten, rechts davon befindet sich ein verglastes Kastenbild mit einer Figur des Prager Jesulein.:184–185 | D-4-76-184-41 Wikidata           | Wegkapelle                        |
| Im Staatswald westlich von Haid (Standort)                                 | Wegkreuz                                 | Im Stil des volto santo, Holz, bemalt, 1852 von J. Müller Dieses Kreuz im Stil des Volto Santo von Lucca stellt in seiner Funktion als Flurdenkmal eine Rarität im gesamten nordbayerischen Raum dar, wo dieser Kreuztypus sonst zumeist als Plastik in Kirchen anzutreffen ist. Das 360 cm hohe und über 500 kg schwere, angeschuhte Holzkreuz ruht in einer flachen Betonplatte, deren Rückseite die Inschrift „Errichtet v. Josef Müller Wallenfels Erbaut 22. 10. 52 J. M.“ trägt. Die weißbraun bemalte Rückwand ist seitlich geschwungen und unter anderem mit achtzackigen Sternen verziert. Eine ebenfalls verzierte Balkenkonstruktion trägt das breite, weit über die etwa 160 cm hohe Holzplastik hinausragende Giebeldach. Christus steht in aufrechter Haltung vor dem Kreuz; ursprünglich befand sich unter seinen nebeneinander gestellten Füßen ein Suppedaneum. Die Füße und die waagrecht ausgebreiteten Arme sind mit Nägeln an das Kreuz geheftet. Das knöchellange, blaue Gewand wird in der Taille durch ein breites, geschlungenes Tuch gerafft. Das jugendliche Antlitz mit ausgeprägtem Backen- und Oberlippenbart wird von schulterlangem Haar gerahmt. Auf seinem erhobenen Haupt trägt Christus die Königskrone.:112–115 | D-4-76-184-91 Wikidata           | Wegkreuz                          |

### Dörnach
| Lage                                                     | Objekt              | Beschreibung | Akten-Nr.              | Bild                |
| -------------------------------------------------------- | ------------------- | --- | ---------------------- | ------------------- |
| Bei Dörnach 4 (Standort)                                 | Katholische Kapelle | Bruchsteinbau mit Sandsteinrahmungen, Schieferwalmdach und Glockenreiter; mit Ausstattung Dieser aus Bruchsteinquadern gemauerte Kapellenbau mit Sandsteinrahmungen und angeschiefertem Glockenturm entstand 1939 als Ersatz für einen baufällig gewordenen hölzernen Vorgängerbau aus dem Jahr 1859. Zur Ausstattung gehört ein vergoldeter, marmorierter Barockaltar aus dem 18. Jahrhundert. Im Mittelteil des Altaraufbaus befindet sich eine wahrscheinlich 1857 entstandene, gefasste Statue der Muttergottes mit dem Jesuskind, die von einem schabrackenbesetzten Baldachin geschützt wird. Der Altarauszug zeigt eine gefasste Reliefschnitzerei der Krönung Mariens. Neben diesen aus dem Vorgängerbau stammenden Objekten umfasst die weitere Ausstattung eine Kniebank und eine seitlich stehende Bank.:32–33 | D-4-76-184-43 Wikidata | Katholische Kapelle |
| Dörnach 5 (Standort)                                     | Hausfigur           | Muttergottes, wohl 18. Jahrhundert | D-4-76-184-45 Wikidata | Hausfigur           |
| Am Weg nach Zeyern, 100 m außerhalb des Ortes (Standort) | Flurkreuz           | Gusseisen auf Steinsockel, 19. Jahrhundert Das auf einem Sandsteinsockel befestigte Gusseisenkreuz zeigt einen von einem Strahlenkranz umgebenen Korpus. Eine Tafel mit der Inschrift „INRI“ am Kopf des Kreuzes und eine von Girlanden eingefasste Schrifttafel am Kreuzstamm sind abgegangen. Das Flurdenkmal befand sich ursprünglich am Dörnacher Berg, wo es an einen Mann erinnerte, der bei Waldarbeiten beim Sturz von einem Baum tödlich verunglückte. Es wurde zusammen mit einer später abgegangenen Kapelle nachträglich an seinen heutigen Standort am Westrand des Ortes versetzt.:11 | D-4-76-184-46 Wikidata | Flurkreuz           |

### Geuser
| Lage                                                                   | Objekt                   | Beschreibung | Akten-Nr.              | Bild                     |
| ---------------------------------------------------------------------- | ------------------------ | --- | ---------------------- | ------------------------ |
| Geuser 2 (Standort)                                                    | Katholische Kapelle      | Bruchstein, schiefergedecktes Satteldach mit Dachreiter, bezeichnet „1953“; mit historischer Ausstattung Der rechteckige Satteldachbau mit seinem angeschieferten Glockenturm wurde 1953 anstelle einer baufällig gewordenen, kleineren Kapelle errichtet. An den Seiten befinden sich je zwei Rundbogenfenster, an der Stirnseite eine ebenfalls rundbogige Eingangstür. Der aus weißem Sandstein gefertigte Altar stammt aus der Vorgängerkapelle. Von der Mensa erhebt sich ein wohl aus dem 18. Jahrhundert stammender, barocker Altaraufbau aus Holz, in dessen Mitte sich eine Statue der Gottesmutter mit dem Jesuskind befindet. Sie wird von kleineren Statuetten der Heiligen Thomas und Johannes der Täufer flankiert. Links und rechts des Altaraufbaus stehen auf kleinen Konsolen Figuren von Jesus und Maria. Die weitere Ausstattung umfasst eine Figurengruppe der Heiligen Familie, ein Kruzifix und ein großes Abendmahlbild.:50–51 | D-4-76-184-47 Wikidata | Katholische Kapelle      |
| Geuser 3 (Standort)                                                    | Ehemaliges Wohnstallhaus | Zweigeschossiger Satteldachbau, verputzt, 1849 | D-4-76-184-48 Wikidata | Ehemaliges Wohnstallhaus |
| Geuser 5 (Standort)                                                    | Bildstock                | Sandstein, Pfeiler und dreiseitiger Aufsatz mit Bogendach und Kugel, 18./19. Jahrhundert Sockel und Aufsatz dieses wahrscheinlich aus der ersten Hälfte des 18. Jahrhunderts stammenden Bildstocks lagen verschüttet auf einem Grundstück und wurden erst in den 1970er Jahren wiederentdeckt. Der vermutlich gut einen Meter lange Pfeilerschaft fehlte jedoch; er wurde durch eine Neuanfertigung ersetzt und der Bildstock am 12. Juli 1980 neu aufgestellt. Der beschädigte Sockel trug einst wohl den Namen des Stifters und das Errichtungsjahr, die Inschrift ist jedoch nicht mehr zu entziffern. Die Stirnseite des Aufsatzes zeigt ein Relief der Krönung Mariens, an den Schmalseiten sind eine Pietà und ein Kruzifix zu sehen.:20 | D-4-76-184-97 Wikidata | Bildstock                |
| An der Straße nach Wallenfels, etwa 100 m östlich des Ortes (Standort) | Bildstockfragmente       | Sandstein, Sockel und vierseitiger Aufsatz mit Rundbogengiebel und Eisenkreuz, erste Hälfte 18. Jahrhundert Der vierseitige Aufsatz mit eingezogenem Rundbogengiebel ruht auf einem glattflächigen Sockel, an dessen Stirnseite als Relief ein Blattgebinde zu sehen ist. Die Vorderseite des Aufsatzes zeigt ein Relief der Krönung Mariens, an den beiden Schmalseiten sind die fünf Wunden Christi und ein Vesperbild zu sehen. Die Rückseite zeigt eine Darstellung der Glosberger Muttergottes.:27 Eine Marienstatue in dem nördlich der Kreisstadt Kronach gelegenen Wallfahrtsort soll 1727 mehrmals blutige Tränen geweint haben, weshalb dieses Motiv auf zahlreichen Bildstöcken im Frankenwald zu finden ist. | D-4-76-184-49 Wikidata | Bildstockfragmente       |
| An der Straße nach Wallenfels, etwa 100 m östlich des Ortes ()         | Holzkreuz                | Wohl 18. Jahrhundert | D-4-76-184-50 Wikidata |                          |
| Ortsausgang nach Zeyern (Standort)                                     | Wegkreuz                 | Gusseisen auf Kunststeinsockel, bezeichnet „1940“ Der Anlass für die Errichtung dieses Wegkreuzes ist nicht überliefert. Es stand ursprünglich rund 50 Meter weiter östlich und wurde, nachdem es längere Zeit verschollen war, nachträglich an diesen Standort versetzt. Der Sockel besteht aus Kunststein; in seine Ostseite sind die Inschrift „Mein Jesus Barmherzigkeit“ und die Jahreszahl „1940“ oder „1948“:18 eingemeißelt. Die mit einem Rundbogen schließende und von kannelierten Säulen flankierte Schriftnische des schwarzen, gusseisernen Aufsatzes trägt die Inschrift „Ich bin der Weg, die Wahrheit und das Leben“. Den Kreuzfuß säumen zwei kniende, betende Engel, die durchbrochenen Kreuzbalken werden von Blütengirlanden und Rankenwerk verziert. Die Engel, der Leib Christi und die von Glorien gerahmte Inschrifttafel mit den Buchstaben „INRI“ in der Vierung des Kreuzes sind mit Silberbronze bemalt.:18               | D-4-76-184-51 Wikidata | Wegkreuz                 |
| Am „Kreuzstein“, 1 km südöstlich des Ortes (Standort)                  | Wegkreuz                 | Gusseisen auf Kunststeinsockel, 19. Jahrhundert Dieses Wegkreuz soll am Fundort einer erfrorenen Frau errichtet worden sein. Der gusseiserne Aufsatz ruht auf einem Kunststeinsockel. Die von kannelierten Säulen flankierte Bildnische zeigt als Relief die Darstellung eines knienden Engels, dessen rechte Hand nach unten gestreckt ist und einen Blumenstrauß umfasst, die linke stützt das Haupt des Engels. Links und rechts des Kreuzfußes sitzen zwei Engel, die in ihrer erhobenen Hand einen Kelch mit Hostie und einen Kranz halten. Die Kreuzbalken, deren Enden durchbrochen sind, werden von reliefierten Blumenblüten geschmückt. Die Christusfigur zeigt den Segensgestus, als Suppedaneum dient ihr ein geflügelter Puttenkopf. In der Vierung des Kreuzes befindet sich eine Inschrifttafel mit den Buchstaben „INRI“, die von einem Blumenkranz umrahmt ist.:18–19                                                                 | D-4-76-184-52 Wikidata | Wegkreuz                 |
| An der Straßenabzweigung Wallenfels–Altenreuth (Standort)              | Fünfwundenkreuz          | Holz, 19. Jahrhundert Ein breites Giebeldach schützt dieses angeschuhte, hohe Holzkreuz und die geschnitzten Wundmale. Am Kreuzkopf befindet sich das Schweißtuch der Veronika mit dem Antlitz Jesu. In der Vierung des Kreuzes ist das Herz angebracht, das von den Händen flankiert wird, deren Daumen zu den Handflächen zeigen. Die Füße sind nebeneinander angeordnet und tragen tiefen Wundmale.:19–20 | D-4-76-184-53 Wikidata | Fünfwundenkreuz          |

### Hammer
| Lage                | Objekt       | Beschreibung | Akten-Nr.              | Bild         |
| ------------------- | ------------ | --- | ---------------------- | ------------ |
| Hammer 1 (Standort) | Wohnstallbau | Eingeschossig, mit Satteldach, hohes Sockelgeschoss, Kern 18. Jahrhundert Sägemühle, Satteldachbau, Obergeschoss verschalter Riegelbau, 18. Jahrhundert | D-4-76-184-54 Wikidata | Wohnstallbau |
| Im Ort ()           | Bildstock    | Sandsteinsäule, um 1700 Der reliefierte Sockel dieses Bildstocks trägt einen Säulenschaft, der im unteren Viertel mit einer Girlande geschmückt ist. Die Säule endet mit einem Kapitell, das mit Akanthusblättern dekoriert ist und von querliegenden Voluten abgeschlossen wird. Der Aufsatz schließt mit eingezogenen Rundbogen, die Eckvorlagen sind mit geflügelten Engelsköpfen verziert. Das Relief an der Nordseite zeigt eine Kreuzigungsgruppe, gegen Westen sind der von einer Wolke umgebene Christus und darunter die Stifterfamilie dargestellt. Die Familie besteht aus zwei Erwachsenen und vier Kindern, von denen zwei bereits verstorben waren, was an kleinen Kronen über den Köpfen der Figuren erkennbar ist; vermutlich ist dies der Grund für die Errichtung des Kleindenkmals. Unter dem Relief befinden sich als Inschrift die Buchstaben „C.S.I.F“ und ein Hauszeichen. An der Südseite ist ein Vesperbild dargestellt, die Ostseite zeigt den heiligen Michael. Als Bekrönung des Aufsatzes dient eine Steinkugel mit Palmettenschmuck.:37–38 | D-4-76-184-55 Wikidata |              |

### Kleinthiemitz
| Lage                                                            | Objekt                                           | Beschreibung | Akten-Nr.              | Bild           |
| --------------------------------------------------------------- | ------------------------------------------------ | --- | ---------------------- | -------------- |
| An der Thiemitzstraße (Standort)                                | Alte Thiemitzbrücke, sogenannte Bamberger Brücke | Sandstein, einbogig, mit Eisengeländer, 1773 In der westlichen Brüstung Grenzstein Die sogenannte Bamberger Brücke, ein einjochiges Sandsteinbauwerk, überquert den Fluss Thiemitz, der einst die Grenze zwischen den Herrschaftsgebieten des Hochstifts Bamberg und des Markgraftums Bayreuth-Kulmbach darstellte. In der Mitte der westlichen Brüstung ist ein Grenzstein eingemauert, der an der Außenseite als Wappen den Bamberger Löwen mit Schrägleiste zeigt. | D-4-76-184-72 Wikidata | weitere Bilder |
| An der Straße von Schnappenhammer nach Kleinthiemitz (Standort) | Grenzstein                                       | Bezeichnet „1773“ | D-4-76-184-73 Wikidata | BW             |

### Neuengrün
| Lage                                                  | Objekt                                      | Beschreibung | Akten-Nr.              | Bild             |
| ----------------------------------------------------- | ------------------------------------------- | --- | ---------------------- | ---------------- |
| Neuengrün 2 (Standort)                                | Wohnstallhaus                               | Erdgeschossiger, giebelständiger Satteldachbau mit verschiefertem Giebel und Zwerchhaus, erste Hälfte 19. Jahrhundert | D-4-76-184-57 Wikidata | Wohnstallhaus    |
| Neuengrün 3 (Standort)                                | Wohnstallhaus                               | Ehemals erdgeschossiger, giebelständiger Satteldachbau, verputzt, 1833, aufgestockt 1935 | D-4-76-184-58 Wikidata | Wohnstallhaus    |
| Neuengrün 4 (Standort)                                | Hausfigur                                   | Muttergottes der Sieben Schmerzen, 18. Jahrhundert | D-4-76-184-59 Wikidata | Hausfigur        |
| Neuengrün 5, im Garten (Standort)                     | Wegkreuz                                    | Gusseisen auf Sandsteinsockel, 19. Jahrhundert Dieses Wegkreuz steht auf einem kleinen Sandsteinsockel, dessen Seiten angedeutetes Bruchsteinmauerwerk zeigen. Das gusseiserne Kreuz besitzt Kleeblattenden, der Kreuzstamm ist mit reliefiertem Blumen- und Rankenwerk verziert. Aus der Vierung heraus umstrahlen Glorien den angeschraubten Korpus, dessen Füße auf einem Suppedaneum stehen. Am Kreuzkopf befindet sich eine Schriftrolle mit den Buchstaben „INRI“. Der Überlieferung nach geriet am Standort dieses Kreuzes ein Kind unter ein beladenes Heufuhrwerk. Aus Dankbarkeit, dass das Kind hierbei keine Verletzungen erlitt, wurde dieses Flurdenkmal errichtet.:59–60 | D-4-76-184-60 Wikidata | Wegkreuz         |
| Neuengrün 9 (Standort)                                | Wohnstallhaus                               | Zweigeschossiger, giebelständiger Walmdachbau, verputzt, Obergeschoss verschiefert, um 1800 | D-4-76-184-61 Wikidata | weitere Bilder   |
| Neuengrün 12 (Standort)                               | Wegkreuz                                    | Gusseisen, Steinsockel mit Bildrelief, 19. Jahrhundert Der Sockel dieses Wegkreuzes besteht aus den Fragmenten eines barocken Bildstocks. Nachdem dessen Schaft bei einem Sturz zerstört worden war, wurde auf dem Aufsatz ein großes verziertes Eisenkreuz mit Korpus und der Gottesmutter Maria angebracht. Die drei erhaltenen Seiten des Aufsatzes zeigen als Reliefs die Krönung Mariens, die Glosberger Muttergottes und den auferstandenen Christus; die vierte Seite ist abgebrochen. Der Sockel des ehemaligen Bildstocks ist mit Rocailles verziert.:67–68 | D-4-76-184-66 Wikidata | Wegkreuz         |
| Neuengrün 25 (Standort)                               | Katholische Kuratiekirche Mariä Himmelfahrt | Saalbau mit Sandsteingliederungen und Dachreiter, verputzt, 1794, Anbauten mit Walmdach 1932; mit Ausstattung | D-4-76-184-56 Wikidata | weitere Bilder   |
| In Neuengrün (Standort)                               | Friedhofskapelle                            | Bruchsteinbau mit Satteldach, neugotisch, um 1900; mit Ausstattung | D-4-76-184-93 Wikidata | Friedhofskapelle |
| 500 m nördlich des Ortes, an einem Feldweg (Standort) | Bildstock                                   | Sandstein, gebauchte Säule und vierseitiger Aufsatz mit Bogengiebeln, 1864 Der quadratische, glatte Sockel dieses Bildstocks ruht auf einer ebenfalls quadratischen Grundplatte. An seiner Westseite trägt er die Inschrift „Heinerich Krmer 1864“. Auf dem Sockel erhebt sich von einer Basis der kurze, gebauchte Säulenschaft, auf den ohne Übergang der mit eingezogenen Rundbogen schließende Aufsatz folgt. Unter jedem der vier Reliefs und an den vier Ecken des Aufsatzes sind Medaillons zu sehen. Die Reliefs zeigen gegen Westen die Vierzehn Nothelfer mit dem Jesuskind, gegen Süden eine Pietà vor einem Kreuz, gegen Osten die Krönung Mariens und an der Nordseite den Gekreuzigten.:67 | D-4-76-184-62 Wikidata | Bildstock        |
| Am südlichen Ortsrand (Standort)                      | Wegkapelle                                  | Eingang mit Spitzbogen, Giebeldach Diese Wegkapelle wurde 1930 von einer Frau aus Neuengrün gestiftet, die lange Zeit durch eine Blutvergiftung an das Krankenbett gebunden war. Die Frau gelobte für ihre Heilung die Errichtung einer neuen Kapelle anstelle eines baufällig gewordenen Vorgängerbaus aus Holz. Es handelt sich um einen fensterlosen, verputzten Steinbau mit an der Westseite abgewalmtem Giebeldach und einer spitzbogigen Eingangstür. Der schlichte Altar wurde aus der Vorgängerkapelle übernommen, darauf stehen Statuetten von Jesus und Maria. Eine ursprünglich zur Ausstattung gehörende Barockmadonna wurde aus der Kapelle entfernt, um sie vor Diebstahl zu schützen.:92–93 | D-4-76-184-63 Wikidata | Wegkapelle       |
| Am westlichen Ortsrand (Standort)                     | Wegkapelle                                  | Giebeldach auf umlaufendem Gesims, 19. Jahrhundert Zur Ausstattung dieses quadratischen Putzbaus mit Zeltdach gehören ein handwerklich gefertigter Holzaltar und darüber ein kleines Kruzifix. Um 1900 lebte in Neuengrün eine wohlhabende Bauernwitwe, die einen stattlichen Hof mit mehreren Bediensteten besaß. Zu den Bediensteten gehörte ein Knecht aus Enchenreuth, der um die Gunst der Frau warb und für den Erfolg seines Werbens den Bau einer Kapelle gelobte. Die Frau nahm den Knecht schließlich zum Ehemann; nach einer kinderlosen Ehe verkaufte das alt gewordene Paar fast seinen gesamten Besitz in Neuengrün und zog nach Enchenreuth. Auf dem Sterbebett zog sich das Sterben des Mannes dahin. Als er nach unerledigten weltlichen Dingen gefragt wurde, erinnerte er sich an sein bis dahin nicht eingelöstes Versprechen. Als seinen letzten Willen verfügte er, dass der Wald, der sich in Neuengrün noch im Besitz der Eheleute befand, verkauft werden sollte. Eine Bedingung für den Käufer war die Errichtung der versprochenen Kapelle.:94–95 | D-4-76-184-64 Wikidata | weitere Bilder   |
| An der Straße nach Wellesmühle (Standort)             | Wegkapelle                                  | Giebeldach Diese Kapelle wurde von ihren Stiftern aus Dankbarkeit für die wohlbehaltene Rückkehr ihres Sohnes aus dem Ersten Weltkrieg errichtet. Es handelt sich um einen fensterlosen Bau mit Giebeldach und rundbogigem Eingang. Zur Ausstattung gehören ein einfacher Holzaltar und ein aus dem 19. Jahrhundert stammendes Holzkruzifix.:90–91 | D-4-76-184-65 Wikidata | Wegkapelle       |
| 100 m westlich des Ortes (Standort)                   | Bildstockfragmente                          | Sockel und Aufsatz, Sandstein; 18. Jahrhundert Der vollständig erhaltene Sockel ist konkav-konvex profiliert. Der Aufsatz, der horizontal gebrochen ist, schließt mit einem Rundbogen und ist mit Blattfries und Voluten verziert. Seine Stirnseite zeigt ein Relief der Kreuzigungsgruppe, die anderen Seiten sind glattflächig.:60 | D-4-76-184-67 Wikidata | BW               |
| Am alten Kirchsteig nach Steinwiesen (Standort)       | Fünfwundenkreuz                             | Holz, 19. Jahrhundert Dieses Wegkreuz mit breiten Kreuzhölzern wird von einem giebelförmigen Dach geschützt. Am Kreuzkopf ist eine Schrifttafel mit den Buchstaben „INRI“ befestigt, unter dem mit Dornen gekrönten Herzen sind die nebeneinander angeordneten Füße angebracht. Die Finger der beiden Hände an den Seiten des Kreuzbalkens zeigen den Segensgestus. Unter dem mit Kunstblumen geschmückten Kreuz ist eine Tafel mit der Inschrift „Oh! Ihr alle, die Ihr hier vorüber gehet, seht und habt acht, ob ein Schmerz sei gleich meinem Schmerze“ angebracht.:60–61 | D-4-76-184-69 Wikidata | Fünfwundenkreuz  |
| Kreisstraße KC 32 (Standort)                          | Trichtersperre                              | Vorbereiteter Straßensprengschacht für den Verteidigungsfall, drei 5,5 Meter tiefe Sprengschächte je mit Eisenkreuzdeckel und Zündschlosskasten, 1984 | D-4-76-184-123         | BW               |

### Neumühle
| Lage                                                             | Objekt   | Beschreibung                                   | Akten-Nr.              | Bild |
| ---------------------------------------------------------------- | -------- | ---------------------------------------------- | ---------------------- | ---- |
| Im Köstengrund, 1 km außerhalb des Ortes an der KC 20 (Standort) | Wegkreuz | Gusseisen auf Sandsteinsockel, 19. Jahrhundert | D-4-76-184-75 Wikidata | BW   |

### Oberwellesmühle
| Lage                                   | Objekt   | Beschreibung                                   | Akten-Nr.              | Bild |
| -------------------------------------- | -------- | ---------------------------------------------- | ---------------------- | ---- |
| An der Abzweigung nach Schindelthal () | Wegkreuz | Gusseisen auf Sandsteinsockel, 19. Jahrhundert | D-4-76-184-83 Wikidata |      |

### Schnappenhammer
| Lage | Objekt   | Beschreibung | Akten-Nr.              | Bild     |
| --- | -------- | --- | ---------------------- | -------- |
| Lamitz; Ebene; Kammleite; Lamitzleite; Lamitzgrund; Trockenkamm; Höllgraben; Lamitzbach; Von Geroldsgrün nach Wolfersgrün; Distrikt Lamitz; Dorfgrundweg; Knock; Von Schnappenhammer nach Geroldsgrün (Standort) | Floßbach | In typischem Ausbau der 1920er/1930er Jahre in Stein mit überwiegend nur wenigen Querverbauungen Mit Floßteich mit steinerner Schleuse von 1854 und Teichzieherhäuschen, Lassen unterhalb des Floßteiches | D-4-76-184-94 Wikidata | Floßbach |

### Thiemitz
| Lage                     | Objekt     | Beschreibung | Akten-Nr.              | Bild           |
| ------------------------ | ---------- | --- | ---------------------- | -------------- |
| Thiemitzgrund (Standort) | Grenzstein | Wappenstein mit dem Bamberger Löwen und dem Bayreuther Adler an der Grenze zwischen dem Hochstift Bamberg und dem Markgraftum Brandenburg-Bayreuth, bezeichnet „1773“ | D-4-76-184-96 Wikidata | weitere Bilder |

### Voglerei
| Lage                  | Objekt                        | Beschreibung                                                      | Akten-Nr.              | Bild           |
| --------------------- | ----------------------------- | ----------------------------------------------------------------- | ---------------------- | -------------- |
| Voglerei 4 (Standort) | Katholische Kapelle St. Maria | Verputzter Satteldachbau, frühes 19. Jahrhundert; mit Ausstattung | D-4-76-184-74 Wikidata | weitere Bilder |

### Vordere Schnaid
| Lage                                         | Objekt             | Beschreibung | Akten-Nr.              | Bild               |
| -------------------------------------------- | ------------------ | --- | ---------------------- | ------------------ |
| Vordere Schnaid 1; am Ortseingang (Standort) | Wegkreuz           | Gusseisen auf Sandsteinsockel mit vertieftem Inschriftfeld, 1893 Der walmdachförmig abschließende, 110 cm hohe Sandsteinsockel dieses Wegkreuzes ist zweigeteilt; am oberen Teil, dessen Kanten an der Stirnseite abgefast sind, befindet sich eine Inschrift: „Errichtet von den Bäckerseheleuten Joh. und Marg. Leipold von Schnaid 1893“. Auf dem Scheitelpunkt des Sockels ist ein 86 cm hohes Eisenkreuz, das mit verzierten Dreiecken endet, befestigt. Am Kreuz sind zwei Figuren angeschraubt. Der zum Himmel aufblickende Korpus ist mit einem schmalen Lendentuch bekleidet, seine beiden Füße stehen nebeneinander. Die Figur wird von um die Vierung herum angeordneten Ornamenten gerahmt. Am Fuß des Kreuzes steht in aufrechter Haltung und mit vor der Brust gekreuzten Händen die Figur der Maria. Am Kreuzkopf über dem Korpus befindet sich eine Inschrifttafel mit den Buchstaben „INRI“.:80 | D-4-76-184-71 Wikidata | Wegkreuz           |
| Vordere Schnaid 14 (Standort)                | Bildstockfragmente | Sockel und Aufsatz, Sandstein; 18. Jahrhundert Von diesem Bildstock sind lediglich der quadratische, konkav-konvex geformte Sockel und der ebenfalls quadratische Aufsatz erhalten; der 120 cm hohe Pfeilerschaft und das als Bekrönung dienende Eisenkreuz wurden bei einem Sturz zerstört. Die Reliefs an den vier Seiten des Aufsatzes sind bereits stark verwittert. Die Stirnseite zeigt die Krönung Mariens, die Rückseite die fünf Wunden Christi. Auf der linken Seite ist eine im Landkreis Kronach einmalige Darstellung des auf dem Kreuz ruhenden Christus zu sehen und auf der rechten ein nicht mehr zu bestimmender männlicher Heiliger.:80–81 | D-4-76-184-70 Wikidata | Bildstockfragmente |

### Wellesbach
| Lage                           | Objekt    | Beschreibung | Akten-Nr.               | Bild      |
| ------------------------------ | --------- | --- | ----------------------- | --------- |
| Auf dem Köstenberg ()          | Wegkreuz  | Gusseisen auf Sandsteinsockel, 19. Jahrhundert | D-4-76-184-76 Wikidata  |           |
| Distrikt Köstenberg (Standort) | Flurkreuz | Sandsteinsockel mit gusseisernem Kruzifix, bezeichnet „1872“ In den etwa einen Meter hohen Sandsteinsockel dieses Flurkreuzes ist an der gerahmten Stirnseite die Inschrift „Stifter Johann Stöcker von Wallenfels 1872“ eingemeißelt. Am Fuß des etwa 1,5 Meter hohen Kreuzaufsatzes steht die Figur des auferstandenen Christus mit Kreuzstab und Kelch. Sie wird von kleinen Doppelsäulen flankiert, auf deren Kapitelle sich Fialen aufbauen. Der Kreuzstamm mit dem Korpus Christi ist durchbrochen, die Kreuzenden und die Vierung sind mit sechszackigen Doppelsternen ausgestattet. Diese Formgebung ist im Landkreis Kronach einzigartig und entspricht eher einem Kreuztypus, der im Rheinland weit verbreitet ist. Zum Anlass für die Stiftung des Flurdenkmals existieren mehrere Überlieferungen. Der glaubhaftesten zufolge wurde das Kreuz aus Dankbarkeit errichtet, da der Stifter zuvor einen Gerichtsprozess um die Eigentumsrechte an 5000 Festmeter Holz gewinnen und die Ware danach erfolgreich zum Verkauf nach Neuss bei Düsseldorf verflößen konnte. Eine weitere Erzählung berichtet von einem Unglück bei der Bergabfahrt mit einem Ochsengespann, bei dem Mensch und Tier unverletzt blieben. Die dritte Überlieferung handelt von einer Frau, die von einem Förster beim unerlaubten Sammeln von Gras ertappt und zur Strafe an einen Baum gefesselt worden sein soll. Als die Frau am nächsten Tag aufgefunden wurde, soll sie bereits tot gewesen sein.:115 | D-4-76-184-121 Wikidata | Flurkreuz |

### Wellesberg
| Lage                                                      | Objekt             | Beschreibung | Akten-Nr.              | Bild              |
| --------------------------------------------------------- | ------------------ | --- | ---------------------- | ----------------- |
| An einem Feldweg, 250 m südöstlich des Weilers (Standort) | Kreuzschlepper     | Sandstein, 1800 Dieses Flurdenkmal ist zweigeteilt. Der Sandsteinsockel ist gebaucht; an seiner Ostseite befindet sich eine geohrte Kartusche mit der Inschrift „Jacob Kremer / Michael Kremer / 1800“. Der geschwungen angelegte Aufsatz wird von Voluten gerahmt. An seiner Stirnseite ist in Form eines Reliefs der unter dem Kreuz gefallene Christus dargestellt, der sich mit der linken Hand auf Gewölk abstützt. Sein Haupt ist von einem feingliedrigen Strahlenkranz umgeben. Die Rückseite des Flurdenkmals ist leer.:117 | D-4-76-184-78 Wikidata | Kreuzschlepper    |
| Am nördlichen Fuhrweg (Standort)                          | Bildstockfragmente | Sockel und Aufsatz, Sandstein; 18. Jahrhundert Von diesem Bildstock sind lediglich der konkav-konvex profilierte Sockel und der Aufsatz erhalten; der vermutlich mit Bandelwerk verzierte Pfeilerschaft ist abgegangen. Basis und Rundbogen des Aufsatzes sind mit Blattfriesen verziert. Die Reliefs an den vier durch Eckvorlagen getrennten Seiten zeigen die Krönung Mariens, ein Vesperbild, die Vierzehn Nothelfer mit dem Jesuskind und die Taufe Jesu.:106–107 | D-4-76-184-79 Wikidata | weitere Bilder    |
| Am westlichen Ortsrand, bei Wellesberg 2 (Standort)       | Bildstock          | Sandstein, Säule und vierseitiger Aufsatz mit Rundbogengiebeln, 18. Jahrhundert Dieser Bildstock folgt der toskanischen Ordnung: Der konkav-konvex geformte Sockel trägt einen glatten Säulenschaft mit toskanischem Kapitell. Auf dem Kapitell ruht der von eingezogenen Rundbogen geschlossene Aufsatz, dessen vier Seiten Reliefs der Trinität, eines Kruzifixes und zweier Kreuze zeigen.:107 | D-4-76-184-80 Wikidata | Bildstock         |
| 100 m nordöstlich des Ortes (Standort)                    | Bildstockfragment  | Sockel, Sandstein, 18. Jahrhundert Im Jahr 1974 lagen die Fragmente dieses Bildstocksockels am Boden, weitere Teile des eingestürzten Flurdenkmals waren, teilweise unter einer Erdschicht begraben, in der Umgebung verteilt.:107 Die Einzelteile wurden nach 1974 geborgen und der Bildstock, um fehlende Bestandteile ergänzt, neu errichtet. | D-4-76-184-81 Wikidata | Bildstockfragment |
| Am nördlichen Ortsrand, bei Wellesberg 3a (Standort)      | Wegkreuz           | Gusseisen auf Sandsteinsockel, 19. Jahrhundert Dieses gusseiserne Wegkreuz ruht auf einem schlanken quadratischen Sandsteinsockel. Die breite Basis zeigt zwei kannelierte Säulen mit Kapitellabschluss. Zwischen diesen Säulen befindet sich eine rundbogige Schriftnische, über deren Bogen ein reliefierter Kelch zu sehen ist. Zwei betende Engel flankieren, auf dem Kapitell kniend, den Kreuzfuß. Am Kreuzstamm, der durchbrochen ist und mit breiter werdenden, dekorativen Ornamenten endet, befindet sich der Corpus Christi. Darüber, in der Vierung des Kreuzes, die von Glorien umstrahlt wird, befindet sich die Inschrift „INRI“.:116 | D-4-76-184-82 Wikidata | Wegkreuz          |

### Wolfersgrün
| Lage                                              | Objekt    | Beschreibung | Akten-Nr.              | Bild           |
| ------------------------------------------------- | --------- | --- | ---------------------- | -------------- |
| Wolfersgrün 29 (Standort)                         | Forstamt  | Eingeschossiger Mansardhalbwalmdachbau, Sandsteinbruchquader und Schieferdeckung; 1852 Nebengebäude, eingeschossige Satteldach- und Walmdachbauten; 1852 | D-4-76-184-88 Wikidata | weitere Bilder |
| Fallengrund, am Fußweg nach Wellesberg (Standort) | Bildstock | Sandstein, Säule und vierseitiger Aufsatz mit Rundbogengiebeln, am Sockel bezeichnet „1843“ Dieser Bildstock ruht auf einem quadratischen Sockel. Drei von dessen Seiten sind gefeldert, wobei die Nord- und die Südseite Rosetten zieren. Im Feld an der Ostseite befindet sich die Inschrift „IAHANN ENGELHARDT BAUER 1843“. Ein einfacher Säulenschaft trägt den von eingezogenen Rundbogen geschlossenen Aufsatz. Die vier Reliefs an dessen Seiten zeigen gegen Osten eine sitzende Heiligenfigur (vermutlich die Schmerzhafte Muttergottes), an der Nordseite die Leidenswerkzeuge (Arma Christi), gegen Westen die Krönung Mariens und an der Südseite die Vierzehn Nothelfer mit dem Jesuskind. Die Rundbogen an Ost- und Südseite sind mit je einem reliefierten Stern verziert. Stifter des Flurdenkmals soll ein junger Bauer gewesen sein, der sich bei Nacht und Nebel auf dem Rückweg aus einem Nachbarort verirrte und für seine wohlbehaltene Heimkehr die Errichtung eines Bildstocks gelobte.:114–115 | D-4-76-184-84 Wikidata | Bildstock      |
| Fallengrund, am Fußweg nach Wellesberg (Standort) | Bildstock | Sandstein, Pfeiler und gestufter Aufsatz mit Steinkreuz, 1868 Die abgeschrägte Sockelplatte, auf der dieser neugotische Bildstock ruht, ist mit „Dietrich Kronach“ bezeichnet, einem Hinweis auf den Bildhauer, der das Flurdenkmal angefertigt hat. Der quadratische Sockel trägt die Inschrift „Errichtet von Math. Wagler Oekonom in Wolfersgrün 1868“. Aus dem Sockel entsteht über eine Abschrägung ein Oktogon mit breiten Fasen, aus dem wiederum nach einer Abschrägung der ebenfalls oktogonale Schaft des Bildstocks entsteht. Der Aufsatz des Flurdenkmals besitzt einen gestuften Abschluss. In einer kielbogig geformten Bildnische an der Stirnseite befindet sich ein Relief der Trinität, die anderen Seiten sind leer.:115–116 Als Bekrönung trägt der Aufsatz ein steinernes Kleeblattkreuz. | D-4-76-184-85 Wikidata | Bildstock      |

## Ehemalige Baudenkmäler
In diesem Abschnitt sind Objekte aufgeführt, die früher einmal in der Denkmalliste eingetragen waren, jetzt aber nicht mehr. Objekte, die in anderem Zusammenhang also z. B. als Teil eines Baudenkmals weiter eingetragen sind, sollen hier nicht aufgeführt werden. Aktennummern in diesem Abschnitt sind ehemalige, jetzt nicht mehr gültige Aktennummern.
| Lage                                              | Objekt             | Beschreibung                                         | Akten-Nr.              | Bild |
| ------------------------------------------------- | ------------------ | ---------------------------------------------------- | ---------------------- | ---- |
| Dörnach Dörnach 3 (Standort)                      | Wohnstallbau       | Eingeschossig, mit Satteldach, 1837                  |                        | BW   |
| Neuengrün Am alten Kirchsteig nach Steinwiesen () | Bildstockfragmente | Sockel und Aufsatz, Sandstein; 18. Jahrhundert       | D-4-76-184-68 Wikidata |      |
| Wallenfels Hauptstraße 28 (Standort)              | Sandsteinbauteile  | 1824                                                 |                        | BW   |
| Wallenfels Rathausgasse 17 (Standort)             | Satteldachbau      | 17./18. Jahrhundert                                  |                        | BW   |
| Wallenfels Schützenstraße ()                      | Wegkapelle         | Sandsteinquaderbau, 19. Jahrhundert; mit Ausstattung |                        |      |
| Wellesberg Haus Nr. 4 (Standort)                  | Wohnstallblockbau  | Eingeschossig, verschiefert, 18. Jahrhundert         |                        | BW   |

## Abgegangene Baudenkmäler
In diesem Abschnitt sind Objekte aufgeführt, die früher einmal in der Denkmalliste eingetragen waren, jetzt aber nicht mehr existieren, z. B. weil sie abgebrochen wurden. Aktennummern in diesem Abschnitt sind ehemalige, jetzt nicht mehr gültige Aktennummern.
| Lage                                                                                        | Objekt       | Beschreibung                                                                                           | Akten-Nr.              | Bild |
| ------------------------------------------------------------------------------------------- | ------------ | --- | ---------------------- | ---- |
| Wallenfels Am Schloßberg 15 (Standort)                                                      | Wohnstallbau | Mit Satteldach, im Kern Ständerriegelbau, 18. Jahrhundert                                              |                        | BW   |
| Wallenfels Schützenstraße 24 ()                                                             | Wohnstallbau | Eingeschossig, verschieferter Ständerriegelbau, 17./18. Jahrhundert                                    |                        |      |
| Wallenfels Am Fußweg nach Steinwiesen, etwa 750 m westlich des Ortsausgangs nach Kronach () | Bildstock    | Unterer Teil; erste Hälfte 18. Jahrhundert Dieser Bildstock ist zwischen 1964 und 1974 abgegangen.:102 | D-4-76-184-33 Wikidata |      |